# 元景山
元景山（532年—586年10月26日），字珤岳，河南郡洛阳县（今河南省洛阳市东）人，追尊魏景穆帝拓跋晃玄孙，北魏宗室，北周、隋朝官员。

## 生平
元景山的祖父元燮是北魏安定王，父亲元琰是宋安王。元景山年少时就有器量，办事的才干和谋略过人。周孝闵帝宇文觉时，元景山跟随大司马賀蘭祥攻击吐谷浑，以功拜抚军将军，之后数次跟随征伐，屡次升任仪同三司，获赐爵文昌县公，出任亹川防主。之后元景山和北齐军队在北邙山交战，元景山斩获的首级居多，加开府，升任建州刺史，进封宋安郡公，食邑三千户。元景山后随周武帝宇文邕平定北齐，每次作战都有功，出任大将军，改封平原郡公，食邑二千户，获赐女乐一部，帛六千匹，奴婢二百五十口，牛羊数千头。
元景山出任亳州总管，此前亳州百姓王迴洛、张季真等人聚集亡命之徒，经常从事抢劫，前后的刺史和太守不能管制。元景山一到任就开始追捕，王迴洛和张季真独自脱身逃到江南，元景山擒获了他们的党羽数百人，都予以斩首。因为法令清明严肃，亳州被称赞政治修明，局势安定。南陈人张景遵献出淮南归附北周，被南陈将领任蛮奴攻击，张景遵几处营寨被攻破。元景山发动谯州和颍州的军队前往支援，任蛮奴带领军队撤退。元景山被朝廷征召担任候正。
周宣帝宇文赟即位后，元景山跟随上柱国韦孝宽经略淮南。郧州总管宇文亮谋划进行叛逆，以轻装部队偷袭韦孝宽。韦孝宽十分狼狈，来不及列阵，遭到宇文亮追击。元景山率领三百铁骑出击，击败叛军，将宇文亮斩首，将首级传到京城，因功出任亳州总管。
杨坚出任丞相后，相州总管尉迟迥起兵叛乱。荥州刺史宇文胄与尉迟迥合谋，暗中写信劝元景山造反。元景山抓住宇文胄的使者，封上书信送到丞相府。杨坚很赞赏元景山，提拔元景山为上大将军。大象二年八月庚辰（580年9月21日），司马消难献出郧州投降南陈，南陈派遣将领樊毅、马杰等人前来增援，元景山率领轻装骑兵五百人急速前往。樊毅等人非常惧怕，劫掠百姓后返回。元景山和南徐州刺史宇文弼追击，一天一夜奔行三百多里，与樊毅在漳口交战，一日内三战三捷，俘虏和斩首五百多人。樊毅等退守甑山镇，原来由司马消难所占据的地方，全部被北周平定收复。元景山因功出任安州总管，进位柱国，前后获赐帛两千匹。当时桐柏山蛮族聚集作乱，元景山再度率军打败他们。
隋文帝接受禅让建立隋朝后，元景山被拜为上柱国。开皇元年三月乙酉（581年3月25日），元景山再度出任安州总管。开皇元年九月壬申（581年11月7日），上柱国、薛国公长孙览和上柱国宋安公元景山都出任行军元帅，受尚书左仆射高颎指挥，大举出兵进攻南陈。元景山率领行军总管韩延、吕哲从汉口出兵；同时派遣上开府邓孝儒率领四千精兵攻打南陈的甑山镇。南陈派遣将领陆纶率领水军前往救援，邓孝儒迎战，打败陈军。南陈将领鲁广达、陈慧纪率部守卫涢口，元景山派兵打跑他们。陈人十分害怕，甑山、沌阳的守将都弃城逃走。元景山将要渡过长江，恰逢陈宣帝陈顼去世，高颎认为按礼节不能攻打有丧事的国家，上奏请求撤军，隋文帝诏令班师。元景山由此威名大震，很为敌人所惧怕。
数年后，元景山因事被免官，开皇六年九月丙戌（586年10月26日）在家中去世，虚岁五十五，朝廷赠予梁州总管，赐予细密的绢一千匹，谥号襄。儿子元成寿继承爵位。

## 家庭

### 兄弟
- 元昊，隋朝涪州刺史、贵乡公[21]
- 元景康，隋朝鹰扬郎将、斌强公

### 子女
- 元成寿，隋朝正议大夫、西平郡通守、平原郡公

### 孙子
- 元世斌，宋安公世孙[22]

## 延伸阅读
[在维基数据编辑]
 《隋書·卷39》，出自魏徵《隋书》